# Epitaph für Johann Ulrich Mittler

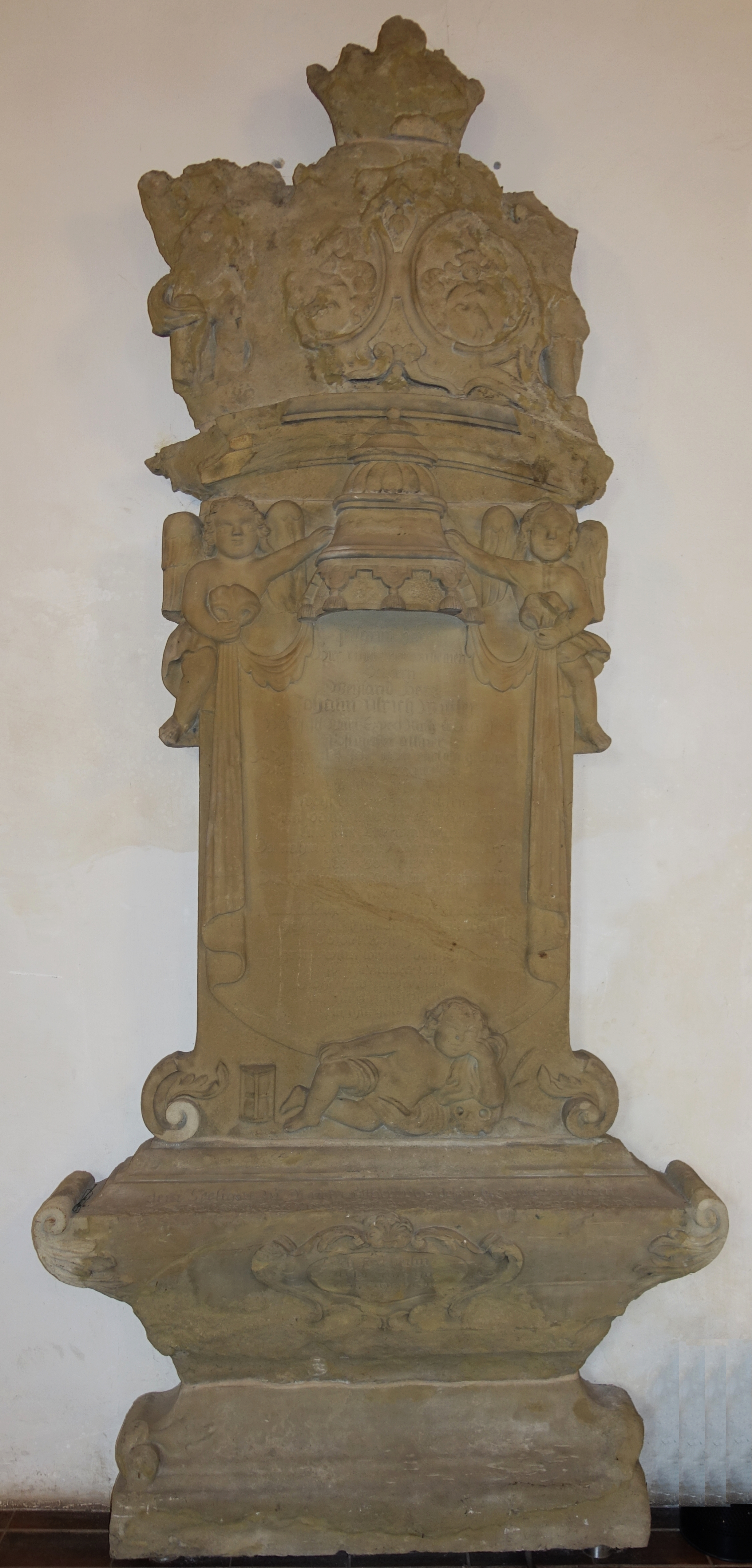
Epitaph für Johann Ulrich Mittler.

Das Epitaph für Johann Ulrich Mittler ist eines von 14 Epitaphen der Uffkirche in Stuttgart-Bad Cannstatt. Das Innenepitaph ist dem Cannstatter Expeditionsrat und Reichspostmeister Johann Ulrich Mittler (1679–1743) gewidmet. Das dreiteilige Epitaph besteht aus einem zweistufigen Unterbau, einer Inschriftentafel mit Puttenverzierung und einem Giebelaufsatz mit Wappendarstellungen.

## Beschreibung
Das Wandepitaph an der Südwand der Kirche links des Portals war früher als Außenepitaph an der Westfassade angebracht. Der Stuttgarter Kunsthistoriker Eduard Paulus stellte 1889 fest:
„An der Westseite [befinden sich] die Denkmäler des Reichspostmeisters Mittler und der Familie Ramsler; beide sind mit den Mittlerschen und Ramslerschen Wappenschildern (Einhorn und Widder) geschmückt und haben noch gut erhaltene Inschriften.“
Die beiden 1843 errichteten Epitaphe sind analog gestaltet und aufgebaut. Obwohl sie zum Schutz vor Verwitterung in den Innenraum der Kirche überführt wurden, sind die Inschriften teilweise schlecht oder nicht lesbar. Der bildhauerische Schmuck des Giebelaufsatzes beider Epitaphe ist bis zur Unkenntlichkeit verwittert. Sieha auch: Epitaph für Jakob Bernhard Erhard.
Das dreiteilige Epitaph besteht aus einem zweistufigen Unterbau, einer Inschriftentafel mit Puttenverzierung und einem Giebelaufsatz mit Wappen. Die Inschriftentafel wird von 2 geflügelten Putten bekrönt, die einen Baldachin über die sie halten (Inschrift 1). An der Basis der Inschriftentafel lagert neben einem Stundenglas eine Putte, die einen Arm auf einen Totelschädel stützt. Die Inschriftentafel ruht auf einem zweistufigen Unterbau. Die obere Stufe trägt an der Oberkante eine zweizeilige Inschrift (Inschrift 2) und in der Mitte ein rollwerkumrahmtes, ovales Medaillon mit einer kurzen, weiteren Inschrift (Inschrift 3). Die Inschriftentafel schließt mit einem Giebelaufsatz ab, der unter einer Krone 2 ovale Wappenschilde trägt. Die stark verwitterten Schilde zeigten nach Eduard Paulus das Mittlersche und Ramslersche Wappen (Einhorn Und Widder).
|                                                                                              |
| Die analog gestalteten Epitaphe für Johann Ulrich Mittler (links) und Jakob Bernhard Erhard. |

## Inschriften

### Inschrift 1
- Gedenkinschrift von Maria Juliana Mittler geb. Ramsler und ihren 7 noch lebenden Kindern für ihren Mann und Vater, den württembergischen Expeditionsrat und Reichspostmeister Johann Ulrich Mittler in Cannstatt (1679–1743):

| Pilgrim höre! Hier ruht einer von deinen Brüdern, Weyland Herr Johann Ulrich Mittler, Hochfürstlich württembergischer Expeditions Rath und Kaiserlicher Postmeister allhier. Zu Speyer den 4. Februar 1679 ehrlich gebohren, hier zu Cannstatt den 29. Mertzen 1743 Christlich gestorben. Wohl ein rechter Pilgrim! Sein Vatterland verbrante der Feind und seine Eltern starben bald; da nahm der arme Knab seinen Wanderstab, aber Gott leitete ihn durch Straßburg, Basel und Schaffhausen endlich nach Cannstatt und ließe ihn da wachsen wie einen Baum, gepflanzet an den Wasserbächen. Soviel Gott zu Lob – Pilgrim! wiltu[2] weiters von ihm wissen, so frage andre Leuth; hohe und niedre sagen, daß ein ehrlicher Mann an ihm gestorben. Dem Seeligen zu Dank aufgerichtet von dessen betrübter Witwen Maria Juliana, gebr. Ramslerin und von 14 noch übrigen sieben Kindern.[3] |

### Inschrift 2
- Entzifferte Bruchstücke:

| […] dem Seeligen zu […] von deßen betrübter Wittwen […] 7 Kindern |

### Inschrift 3
- Entzifferte Bruchstücke:

| [… Ps]alm […] […]! sei mir gn[edig] […]ai[…] |